# 霍金斯島
霍金斯島是百慕達的島嶼，位於大西洋海域，距離首府漢密爾頓3公里，長0.45公里、寬0.25公里，面積0.15平方公里，最高點海拔高度1米，該島現時私人擁有。
32°17′N 64°50′W / 32.283°N 64.833°W